# Paratopula

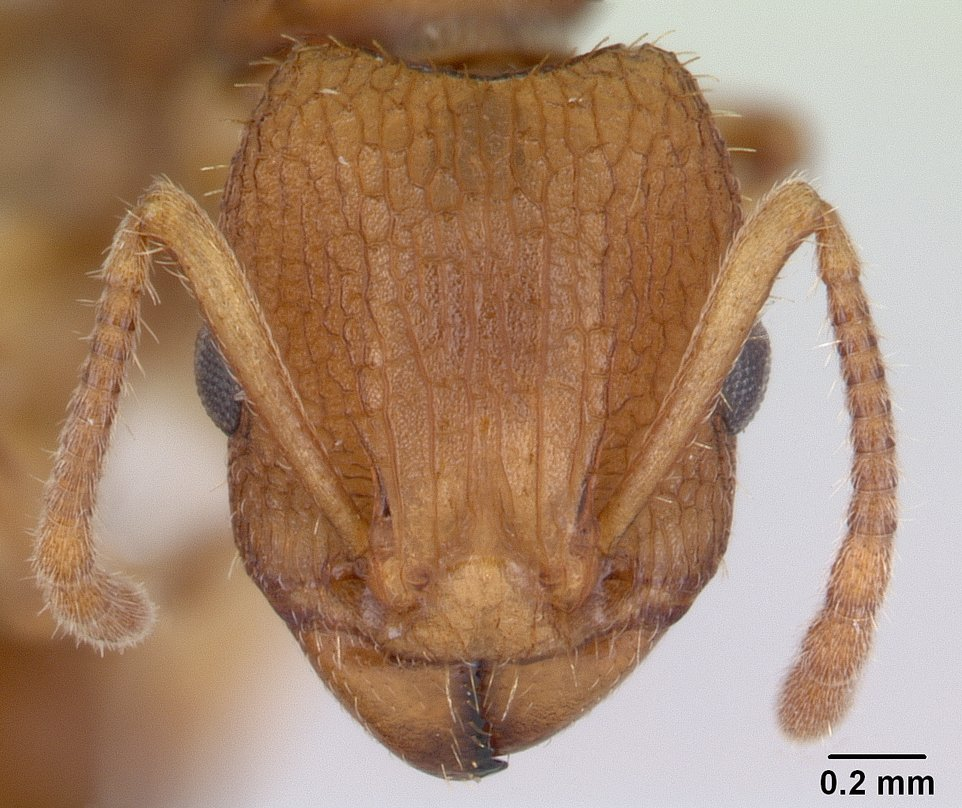
Голова Paratopula macta

Paratopula  (лат.) — род мелких тропических муравьёв (Formicidae) из подсемейства Myrmicinae. Единственный род трибы Paratopulini.

## Распространение
Юго-восточная Азия: от Индии и Шри-Ланки до Индонезии.

## Описание
Длина 5—7 мм. Окраска рыжевато-бурая. Усики самок и рабочих 12-члениковые с булавой из 3 сегментов (у самцов усики 13-члениковые). Нижнечелюстные щупики состоят из 5 члеников, нижнегубные из 3. Мандибулы субтреугольные с 8—11 зубцами. Наличник широко вдается между основанием усиков. Проподеум с 2 шипиками. Жало длинное, функционирующее.

## Систематика
Около 10 видов. В 2003 году выделены в отдельную трибу Paratopulini Bolton, 2003.
- Paratopula andamanensis (Forel, 1903) (=Sima andamanensis Forel)[3]
- Paratopula ankistra Bolton, 1988
- Paratopula catocha Bolton, 1988
- Paratopula ceylonica (Emery, 1901) typus
- Paratopula demeta Bolton, 1988
- Paratopula longispina (Stitz, 1938) (=Atopula longispina Stitz) [4]
- Paratopula macta Bolton, 1988
- Paratopula oculata (Smith, 1857) (=Cerapachys oculatus Smith)[5]
- Paratopula sumatrensis (Forel, 1913) (=Atopula ceylonica sumatrensis Forel)[6]